# Julija Melnyk
Julija Melnyk (ukrainisch Юлія Мельник; * 25. Mai 1991 in Lemberg) ist eine ukrainische Naturbahnrodlerin. Sie nahm bereits in der Saison 2006/2007 an Weltcuprennen teil, startete danach aber erst wieder im Winter 2009/2010 bei internationalen Wettkämpfen.

## Karriere
Julija Melnyk nahm als 15-Jährige in der Saison 2006/2007 erstmals an drei Weltcuprennen teil. Sie kam als 18. bzw. 20. zweimal nur als Letzte ins Ziel und fiel einmal aus, weshalb sie auch im Gesamtweltcup nur den 21. und letzten Platz belegte. Sie startete auch bei der Junioreneuropameisterschaft 2007 in St. Sebastian, fiel jedoch im ersten Durchgang aus. Nach zweijähriger Pause nahm Julija Melnyk erst in der Saison 2009/2010 wieder an internationalen Wettkämpfen teil. Sie bestritt wieder drei Weltcuprennen, fiel einmal aus und kam in Umhausen als 19. sowie in Latsch als 17. ins Ziel, womit sie jeweils zwei Starterinnen hinter sich ließ. Im Gesamtweltcup erzielte sie den 21. Platz von insgesamt 25 Rodlerinnen, die in diesem Winter Weltcuppunkte gewannen. Als einzige Frau ihres Landes nahm Melnyk auch an der Europameisterschaft 2010 in St. Sebastian teil. Dort kam sie im Einsitzer mit einem Rückstand von 46,71 Sekunden als Drittletzte auf Platz 15 und erzielte damit die bisher beste Platzierung einer ukrainischen Naturbahnrodlerin bei Europameisterschaften. Sie startete zusammen mit Marjan Husner und Andrij Tolopko auch im Mannschaftswettbewerb, wo das ukrainische Team den neunten und vorletzten Platz belegte. Bei der Juniorenweltmeisterschaft 2010 in Deutschnofen fuhr sie auf Platz 13 von 16 gestarteten Rodlerinnen. In den Saisonen 2010/2011 und 2011/2012 bestritt Melnyk keine internationalen Wettkämpfe.

## Sportliche Erfolge

### Europameisterschaften
- St. Sebastian 2010: 15. Einsitzer, 9. Mannschaft

### Juniorenweltmeisterschaften
- Deutschnofen 2010: 13. Einsitzer

### Weltcup
- Zwei 21. Plätze im Gesamtweltcup
- Vier Top-20-Platzierungen in Weltcuprennen